# Pericycos philippinensis
Pericycos philippinensis es una especie de escarabajo longicornio del género Pericycos, tribu Monochamini, subfamilia Lamiinae. Fue descrita científicamente por Breuning en 1944.

## Descripción
Mide 29 milímetros de longitud.

## Distribución
Se distribuye por Filipinas.